# Ganluo
Ganluo (en nuosu,ꇤꇉ; romanizado, ga lo, en chino, 甘洛; pinyin, Gānluò) es un condado bajo la administración directa de la Prefectura Liangshan. Se ubica en la provincia de Sichuan, centro-sur de la República Popular China. Su área es de 2151 km² y su población total para 190 superó los 210 mil habitantes.

## Administración
El condado de Ganluo se divide en 28 pueblos que se administran en 7 poblados y 21 villas

## Toponimia
El topónimo Ganluo es la transliteración china del nombre nuosu "ga lo" que significa 'familia Ga'. Cuando se fundó el condado en diciembre de 1956, se transliteró Xialuo (呷洛), pero debido a que la pronunciación de "Xia" era muy diferente a la del topónimo original, se le cambió el nombre a Ganluo en 1959.
El nombre completo en lengua nuosu es "Jjiepggurx Galo" (ꏧꈮꇤꇉ), que significa "un valle empinado y suave donde la familia Gan vive unida".